# Dobromir Taškov
Dobromir Taškov (in bulgaro Добромир Ташков?; Varna, 10 aprile 1925 – 26 maggio 2017) è stato un allenatore di calcio e calciatore bulgaro, di ruolo attaccante.
Tre volte miglior marcatore in patria (1952, 1954 e 1958), ottiene un buon successo da allenatore, vincendo diverse coppe di Bulgaria alla guida dello Slavia Sofia e qualche titolo a Cipro, sulla panchina dell'Omonia. Nel 1966 e nel 1979 diviene CT della Bulgaria.

## Carriera

### Nazionale
Debutta in Nazionale il 4 giugno 1950, in un'amichevole persa 2-1 con l'Albania. Totalizza 7 presenze e 1 sola rete con la Bulgaria.

## Palmarès

### Giocatore
- Capocannoniere del campionato bulgaro: 3

1952 (10 gol, a pari merito con Dimitǎr Isakov), 1954 (25 gol), 1958 (9 gol, a pari merito con Georgi Arnaudov)

### Allenatore
- Coppa di Bulgaria: 3

Slavia Sofia: 1963, 1964, 1966
- Campionato cipriota: 2

Omonia Nicosia: 1971-1972, 1982-1983
- Coppa di Cipro: 2

Omonia Nicosia: 1971-1972, 1982-1983
- Supercoppa di Cipro: 1

Omonia Nicosia: 1983